# Hip Hop Is Dead
Hip Hop Is Dead (englisch für Hip Hop ist tot) ist das achte offizielle Studioalbum des aus New York stammenden Rappers Nas.

## Entstehungsgeschichte und Allgemeines
Nachdem sich Nas und Jay-Z im Oktober 2005 versöhnt haben, wurde Nas im Januar 2006 bei Def Jam Records unter Vertrag genommen und für insgesamt 4 Alben verpflichtet. Den Titel wählte Nas wegen des aktuellen Crunk-Hypes. Er wurde deswegen auch von einigen Crunk-DJs kritisiert. Außerdem wollte er mit dem Titel für ein Gesprächsthema sorgen, damit er auf groß angelegte Promotion und Skandale, die mittlerweile vor einem Albumrelease üblich sind, verzichten kann.
Auf dem Coverbild ist Nas aus der Perspektive einer Leiche zu sehen, wie er eine Rose auf ein Grab legt. Nach Nas’ eigener Aussage ist Hip Hop deshalb tot, weil Werte und Moral wie Freundschaft, Liebe und Respekt in der Gesellschaft immer mehr vernachlässigt werden. Nas redete in einem Interview über Soulja Boy und äußerte sich ihm gegenüber mit den Worten: „Soulja Boy ist ein Choreograph und kein Rapper. Echte Rapper tanzen nicht. Er ist ein guter Grund dafür, dass Hip Hop tot ist.“
Gäste auf dem Album sind will.i.am, Jay-Z, Kelis, Kanye West, Chrisette Michele, Snoop Dogg, Tre Williams, Marsha von Floetry und Game. Def Jam und Columbia Records teilen sich die Marketingkosten und den Gewinn. Das Album sollte eigentlich schon im September 2006 erscheinen, wurde aber auf Dezember verschoben.
Der Track Blunt Ashes wurde vom Basketball-Superstar Chris Webber produziert. Als erste Singleauskopplung wurde der von will.i.am (The Black Eyed Peas) produzierte Track Hip Hop Is Dead ausgewählt, welcher in Deutschland am 5. Januar 2007 seine Premiere hatte. In dem Track Where Are They Now? zollt Nas den Oldschool-Legenden wie Kool G Rap und MC Shan, die ihn in seiner Jugend inspiriert haben, Respekt. Es fällt auch auf, dass Producer wie DJ Premier oder Pete Rock, die sonst regelmäßig für Nas produzierten, auf dem Album nicht mitgewirkt haben – Nas möchte, laut eigener Aussage, kein zweites Illmatic veröffentlichen, da er nun Ehemann, Vater und Bruder ist.
Auf dem letzten Track Hope (ein A-cappella-Track ohne Beat) erzählt Nas, dass es doch noch Zukunft für Hip Hop gibt, solange Künstler wie Talib Kweli, Mos Def und Papoose aktiv am Rap beteiligt sind.

## Titelliste
1. Money Over Bullshit (produziert von L.E.S. und Wyldfyer)
2. You Can't Kill Me (produziert von L.E.S.)
3. Carry on Tradition (produziert von Scott Storch)
4. Where Are They Now? (produziert von Nas und Salaam Remi)
5. Hip Hop Is Dead feat. will.i.am (produziert von will.i.am)
6. Who Killed It? (produziert von Salaam Remi und will.i.am)
7. Black Republican feat. Jay-Z (produziert von L.E.S. und Wyldfyer)
8. Not Going Back feat. Kelis (produziert von Stargate)
9. Still Dreaming feat. Kanye West und Chrisette Michele (produziert von Kanye West)
10. Hold Down the Block (produziert von Mark Batson)
11. Blunt Ashes (produziert von Chris Webber)
12. Let There Be Light feat. Tre Williams (produziert von Kanye West, Devo Springsteen und Paul Cho)
13. Play on Playa feat. Snoop Dogg (produziert von Scott Storch)
14. Can't Forget About You feat. Chrisette Michele (produziert von will.i.am)
15. Hustlers feat. The Game (produziert von Dr. Dre)
16. Hope (produziert von Nas und L.E.S.)

+ Shine (iTunes Bonustrack)
+ The N (iTunes Bonustrack)

## Samples
Es wurden verschiedene Samples von Klassik über Rock bis hin zu Soul verwendet.
- Where Are They Now enthält Samples von James Browns Get Up, Get Into It, Get Involved
- Hip Hop Is Dead enthält Samples von Iron Butterflys In-A-Gadda-Da-Vida
- Who Killed It? enthält Samples von Eric B. & Rakims I Ain't No Joke
- Black Republican enthält Samples von der Prager Philharmonie, von dem Lied Marcia Religioso
- Still Dreaming enthält Samples von Diana Ross The Interim
- Play on Playa enthält Samples von Marvin Gayes After The Dance
- Can't Forget About You enthält Samples von Nat King Coles Unforgettable
- Let There Be Light enthält Samples von der Steve Miller Band, von dem Lied Take The Money and Run

## Chart-Erfolge
- Hip Hop Is Dead steigt in den amerikanischen Albumcharts mit 355.000 verkauften Einheiten in der ersten Woche auf Platz 1 ein.

## Auszeichnungen
- 2006: MTV wählte Hip Hop Is Dead zum besten Hip Hop Album des Jahres (zusammen mit Doctor’s Advocate).[1]
- 2007: Das Hip Hop Magazin The Source verlieh 4/5 Mics
- 2007: Das XXL Magazine verlieh ein XL
- 2007: Rolling Stone verlieh 4/5 Sterne
- 2007: Die New York Times verlieh ein empfehlenswert
- 2007: Yo! MTV Raps verlieh 5/5 Sterne
- 2007: USA Today verlieh 3,5/4 Sterne
- 2007: All Music Guide verlieh 3,5/4 Sterne
- 2007: Das deutsche Hip Hop Magazin Juice verlieh 5/6 Kronen